# Alcalde, Novi Meksiko
Alcalde je popisom određeno mjesto u okrugu Rio Arribi u američkoj saveznoj državi Novom Meksiku. Prema popisu stanovništva SAD 2010. ovdje je živjelo 285 stanovnika. 
Alcalde (alcalde ordinario) na španjolskom označava općinskog magistrata, dužnosnika koji je obnašao sudske i upravne ovlasti.

## Kultura
- Oñate Monument Center, na Novomeksičkoj državnoj cesti br. 68

## Zemljopis
Nalazi se na 36°5′17″N 106°3′25″W / 36.08806°N 106.05694°W (34.409157, -107.514762). Prema Uredu SAD-a za popis stanovništva, zauzima 1,3 km2 površine, sve suhozemne.

## Stanovništvo
Prema podatcima popisa 2010. ovdje je bilo 285 stanovnika, 112 kućanstava od čega 76 obiteljskih, a stanovništvo po rasi bili su 20,4% bijelci, 0,0% "crnci ili afroamerikanci", 3,9% "američki Indijanci i aljaskanski domorodci", 0,4% Azijci, 0,0% "domorodački Havajci i ostali tihooceanski otočani", 74,0% ostalih rasa, 1,4% dviju ili više rasa. Hispanoamerikanaca i Latinoamerikanaca svih rasa bilo je 91,6%.